# Palizzi
Palizzi is een gemeente in de Italiaanse provincie Reggio Calabria (regio Calabrië) en telt 2559 inwoners (31-12-2004). De oppervlakte bedraagt 52,3 km², de bevolkingsdichtheid is 52 inwoners per km².
De volgende frazioni maken deel uit van de gemeente: Palizzi Superiore, Palizzi Marina, Pietrapennata, Spropoli.

## Demografie
Palizzi telt ongeveer 1159 huishoudens. Het aantal inwoners daalde in de periode 1991-2001 met 12,2% volgens cijfers uit de tienjaarlijkse volkstellingen van ISTAT.
| Jaar | Inwoneraantal |
| ---- | ------------- |
| 1991 | 3085          |
| 2001 | 2709          |

## Geografie
Palizzi grenst aan de volgende gemeenten: Bova, Bova Marina, Brancaleone, Staiti.